# Xã Buzzle, Quận Beltrami, Minnesota
Xã Buzzle (tiếng Anh: Buzzle Township) là một xã thuộc quận Beltrami, tiểu bang Minnesota, Hoa Kỳ. Năm 2010, dân số của xã này là 310 người.